# Тахир, Афзал
Афзал Тахир (англ. Afzal Tahir) — адмирал пакистанских военно-морских сил, занимал должность начальника штаба военно-морских сил Пакистана с октября 2005 по октябрь 2008 года.

## Биография
Родился 4 января 1949 года в пакистанском городе Фейсалабаде. Обучался в Пакистанской морской академии на полуострове Манора. 11 мая 1967 вступил в ряды военно-морских сил Пакистана. Принимал участие в следующих боевых конфликтах: Третья индо-пакистанская война, Каргильская война, Противостояние Индии и Пакистана, Конфликт в Вазиристане. Дослужился до звания адмирала, занимал должность начальника штаба ВМС (2005—2008). Женат, пять детей.